# 1000 km Monze 1988
1000 km Monze 1988 je bila tretja dirka Svetovnega prvenstva športnih dirkalnikov v sezoni 1988. Odvijala se je 10. aprila 1988 na dirkališču Autodromo Nazionale Monza.

## Rezultati
| Poz    | Razred | Št  | Moštvo                           | Dirkači                                            | Šasija                             | Gume | Krogi |
| Poz    | Razred | Št  | Moštvo                           | Dirkači                                            | Motor                              | Gume | Krogi |
| ------ | ------ | --- | -------------------------------- | -------------------------------------------------- | ---------------------------------- | ---- | ----- |
| 1      | C1     | 1   | Silk Cut Jaguar                  | Martin Brundle Eddie Cheever                       | Jaguar XJR-9                       | D    | 173   |
| 1      | C1     | 1   | Silk Cut Jaguar                  | Martin Brundle Eddie Cheever                       | Jaguar 7.0L V12                    | D    | 173   |
| 2      | C1     | 61  | Team Sauber Mercedes             | Jean-Louis Schlesser Mauro Baldi Jochen Mass       | Sauber C9                          | M    | 172   |
| 2      | C1     | 61  | Team Sauber Mercedes             | Jean-Louis Schlesser Mauro Baldi Jochen Mass       | Mercedes-Benz M117 5.0L Turbo V8   | M    | 172   |
| 3      | C1     | 6   | Brun Motorsport                  | Oscar Larrauri Massimo Sigala                      | Porsche 962C                       | M    | 171   |
| 3      | C1     | 6   | Brun Motorsport                  | Oscar Larrauri Massimo Sigala                      | Porsche Type-935 3.0L Turbo Flat-6 | M    | 171   |
| 4      | C1     | 8   | Joest Racing                     | Frank Jelinski »John Winter«                       | Porsche 962C                       | G    | 168   |
| 4      | C1     | 8   | Joest Racing                     | Frank Jelinski »John Winter«                       | Porsche Type-935 3.0L Turbo Flat-6 | G    | 168   |
| 5      | C1     | 7   | Joest Racing                     | Klaus Ludwig Bob Wollek                            | Porsche 962C                       | G    | 164   |
| 5      | C1     | 7   | Joest Racing                     | Klaus Ludwig Bob Wollek                            | Porsche Type-935 3.0L Turbo Flat-6 | G    | 164   |
| 6      | C1     | 10  | Porsche Kremer Racing            | Volker Weidler Bruno Giacomelli                    | Porsche 962C                       | Y    | 164   |
| 6      | C1     | 10  | Porsche Kremer Racing            | Volker Weidler Bruno Giacomelli                    | Porsche Type-935 3.0L Turbo Flat-6 | Y    | 164   |
| 7      | C1     | 13  | Primagaz Competition             | Pierre-Henri Raphanel Roberto Ravaglia             | Cougar C20B                        | M    | 162   |
| 7      | C1     | 13  | Primagaz Competition             | Pierre-Henri Raphanel Roberto Ravaglia             | Porsche Type-935 3.0L Turbo Flat-6 | M    | 162   |
| 8      | C2     | 111 | Spice Engineering                | Ray Bellm Gordon Spice                             | Spice SE88C                        | G    | 158   |
| 8      | C2     | 111 | Spice Engineering                | Ray Bellm Gordon Spice                             | Ford Cosworth DFL 3.3L V8          | G    | 158   |
| 9      | C1     | 40  | Swiss Team Salamin               | Dudley Wood Antoine Salamin                        | Porsche 962C                       | G    | 157   |
| 9      | C1     | 40  | Swiss Team Salamin               | Dudley Wood Antoine Salamin                        | Porsche Type-935 3.0L Turbo Flat-6 | G    | 157   |
| 10     | C2     | 103 | Spice Engineering                | Almo Coppelli Thorkild Thyrring                    | Spice SE88C                        | G    | 157   |
| 10     | C2     | 103 | Spice Engineering                | Almo Coppelli Thorkild Thyrring                    | Ford Cosworth DFL 3.3L V8          | G    | 157   |
| 11     | C2     | 107 | Chamberlain Engineering          | Claude Ballot-Léna Jean-Louis Ricci                | Spice SE88C                        | A    | 143   |
| 11     | C2     | 107 | Chamberlain Engineering          | Claude Ballot-Léna Jean-Louis Ricci                | Ford Cosworth DFL 3.3L V8          | A    | 143   |
| 12 DNF | C2     | 117 | Team Lucky Strike Schanche       | Martin Schanche Will Hoy                           | Argo JM19C                         | G    | 153   |
| 12 DNF | C2     | 117 | Team Lucky Strike Schanche       | Martin Schanche Will Hoy                           | Ford Cosworth DFL 3.3L V8          | G    | 153   |
| 13 DNF | C1     | 5   | Brun Motorsport                  | Manuel Reuter Jésus Pareja                         | Porsche 962C                       | M    | 143   |
| 13 DNF | C1     | 5   | Brun Motorsport                  | Manuel Reuter Jésus Pareja                         | Porsche Type-935 3.0L Turbo Flat-6 | M    | 143   |
| 14 DNF | C1     | 2   | Silk Cut Jaguar                  | Jan Lammers Johnny Dumfries                        | Jaguar XJR-9                       | D    | 114   |
| 14 DNF | C1     | 2   | Silk Cut Jaguar                  | Jan Lammers Johnny Dumfries                        | Jaguar 7.0L V12                    | D    | 114   |
| 15 DNF | C1     | 4   | Brun Motorsport                  | Walter Brun Uwe Schäfer                            | Porsche 962C                       | M    | 114   |
| 15 DNF | C1     | 4   | Brun Motorsport                  | Walter Brun Uwe Schäfer                            | Porsche Type-935 3.0L Turbo Flat-6 | M    | 114   |
| 16 DNF | C2     | 177 | Automobiles Louis Descartes      | Dominique Lacaud Jacques Heuclin Gérard Tremblay   | ALD C2                             | A    | 63    |
| 16 DNF | C2     | 177 | Automobiles Louis Descartes      | Dominique Lacaud Jacques Heuclin Gérard Tremblay   | BMW M80 3.5L I6                    | A    | 63    |
| 17 DNF | C2     | 151 | Pierre-Alain Lombardi            | Pierre-Alain Lombardi Silvio Vaglio Rolando Vaglio | Rondeau M379C                      | A    | 53    |
| 17 DNF | C2     | 151 | Pierre-Alain Lombardi            | Pierre-Alain Lombardi Silvio Vaglio Rolando Vaglio | Ford Cosworth DFL 3.0L V8          | A    | 53    |
| 18 DNF | C2     | 127 | Chamberlain Engineering          | Graham Duxbury Nick Adams                          | Spice SE86C                        | A    | 38    |
| 18 DNF | C2     | 127 | Chamberlain Engineering          | Graham Duxbury Nick Adams                          | Hart 418T 1.8L Turbo I4            | A    | 38    |
| 19 DNF | C2     | 191 | PC Automotive                    | Richard Piper Martin Birrane Olindo Iacobelli      | Argo JM19C                         | G    | 24    |
| 19 DNF | C2     | 191 | PC Automotive                    | Richard Piper Martin Birrane Olindo Iacobelli      | Ford Cosworth DFL 3.3L V8          | G    | 24    |
| 20 DNF | C2     | 109 | Kelmar Racing                    | Ranieri Randaccio Vito Veninata Pasquale Barberio  | Tiga GC85                          | A    | 23    |
| 20 DNF | C2     | 109 | Kelmar Racing                    | Ranieri Randaccio Vito Veninata Pasquale Barberio  | Ford Cosworth DFL 3.3L V8          | A    | 23    |
| 21 DNF | C2     | 123 | Charles Ivey Racing              | Wayne Taylor Tim Harvey                            | Tiga GC287                         | D    | 17    |
| 21 DNF | C2     | 123 | Charles Ivey Racing              | Wayne Taylor Tim Harvey                            | Porsche Type-935 2.8L Turbo Flat-6 | D    | 17    |
| 22 DNF | C1     | 24  | Mussato Action Car Dollop Racing | Andrea de Cesaris Christian Danner                 | Lancia LC2                         | D    | 11    |
| 22 DNF | C1     | 24  | Mussato Action Car Dollop Racing | Andrea de Cesaris Christian Danner                 | Ferrari 308C 3.0L Turbo V8         | D    | 11    |
| 23 DNF | C2     | 101 | Dollop Racing                    | Nicola Marozzo Jean-Pierre Frey                    | Argo JM19B                         | G    | 9     |
| 23 DNF | C2     | 101 | Dollop Racing                    | Nicola Marozzo Jean-Pierre Frey                    | Ford Cosworth DFL 3.3L V8          | G    | 9     |
| 24 DNF | C2     | 121 | Cosmik GP Motorsport             | Philippe de Henning Costas Los                     | Spice SE87C                        | G    | 6     |
| 24 DNF | C2     | 121 | Cosmik GP Motorsport             | Philippe de Henning Costas Los                     | Ford Cosworth DFL 3.3L V8          | G    | 6     |
| 25 DNF | C2     | 172 | Automobiles Louis Descartes      | Max Cohen-Olivar Pierre Yver                       | ALD C2                             | A    | 6     |
| 25 DNF | C2     | 172 | Automobiles Louis Descartes      | Max Cohen-Olivar Pierre Yver                       | BMW M80 3.5L I6                    | A    | 6     |
| 26 DNF | C2     | 160 | Gebhardt Motorsport              | Hellmut Mundas Günter Gebhardt Rudi Seher          | Gebhardt JC873                     | ?    | 2     |
| 26 DNF | C2     | 160 | Gebhardt Motorsport              | Hellmut Mundas Günter Gebhardt Rudi Seher          | Audi 1.9L Turbo I5                 | ?    | 2     |
| DNS    | C1     | 42  | Noël del Bello                   | Jacques Guillot Roland Biancone Bernard Santal     | Sauber C8                          | G    | -     |
| DNS    | C1     | 42  | Noël del Bello                   | Jacques Guillot Roland Biancone Bernard Santal     | Mercedes-Benz M117 5.0L Turbo V8   | G    | -     |
| DNS    | C2     | 181 | Techno Racing                    | Giovanni Lavaggi Luigi Taverna                     | Olmas GLT-200                      | A    | -     |
| DNS    | C2     | 181 | Techno Racing                    | Giovanni Lavaggi Luigi Taverna                     | Ford Cosworth DFL 3.0L V8          | A    | -     |

## Statistika
- Najboljši štartni položaj - #61 Team Sauber Mercedes - 1:31.690
- Najhitrejši krog - #61 Team Sauber Mercedes - 1:35.750
- Povprečna hitrost - 206.019 km/h